# Прича о изгубљеном новчићу
Прича о изгубљеном новчићу је Исусова алегоријска прича о жени која има десет сребрних новчића и изгуби један, након чега испретура целу кућу тражећи га.
Прича је забележена само у новозаветном јеванђељу по Луки (15:8-10), где се налази уз још две сличне приче о губитку и искупљењу: причи о изгубљеној овци и причи о изгубљеном сину. Све три приче су уперене против свештеника фарисеја који оптужују Исуса за дружење са „грешницима“.

## Прича
Еванђеље по Луки преноси следеће Исусове речи:

## Тумачења
Џоел Грин примећује да је жена описана као сиромашна сељанка, и да десет сребрених новчића (гр. драхма) „вероватно представљају породичну уштеђевину“. Ови новчићи такође могу представљати женин мираз, који се чува као украс. Женино упорно тражење може представљати Исусово или Божје делање.